# Успення (Тверська область)
Успення (рос. Успенье) — присілок в Бежецькому районі Тверської області Російської Федерації.
Населення становить 10 осіб. Входить до складу муніципального утворення Моркиногорське сільське поселення.

## Історія
Від 2005 року входить до складу муніципального утворення Моркиногорське сільське поселення.

## Населення
| 2008 | 2010 |
| ---- | ---- |
| 11   | ↘10  |